# Mogila (Vitina)
Pour les articles homonymes, voir Mogila.
Mogillë en albanais et Mogila en serbe latin (en serbe cyrillique : Могила) est une localité du Kosovo située dans la commune/municipalité de Viti/Vitina, district de Gjilan/Gnjilane (Kosovo) ou district de Kosovo-Pomoravlje (Serbie). Selon le recensement kosovar de 2011, elle compte 974 habitants.
Selon le découpage administratif du Kosovo, elle fait partie de la commune/municipalité de Klokot/Kllokot.

## Démographie

### Évolution historique de la population dans la localité
| 1948  | 1953  | 1961  | 1971  | 1981  | 1991  | 2011 |
| ----- | ----- | ----- | ----- | ----- | ----- | ---- |
| 1 339 | 1 477 | 1 439 | 1 514 | 1 520 | 1 523 | 974  |

|  |

### Répartition de la population par nationalités (2011)
En 2011, les Albanais 86,24 % de la population et les Serbes 13,66 %.